# Sonate pour piano no 48 de Joseph Haydn
La Sonate pour piano no 48 Hob.XVI.35 en ut majeur est une sonate pour pianoforte de Joseph Haydn. Dédiée aux sœurs von Auenbrugger et publiée en 1780 chez Artaria, elle se rattache tout autant au mouvement Sturm und Drang qu'au style galant.

## Structure
1. Allegro con brio
2. Adagio
3. Finale: Rondo au rythme ternaire et pointé tel un menuet rapide.

## Source
- François-René Tranchefort, Guide de la musique de piano et clavecin, éd. Fayard 1987, p. 402  (ISBN 2-213-01639-9)